# Terapia protonowa

Główną zaletą protonoterapii jest to, że maksymalną dawkę pochłania obszar zmiany nowotworowej, zaś zdrowa tkanka dawkę minimalną

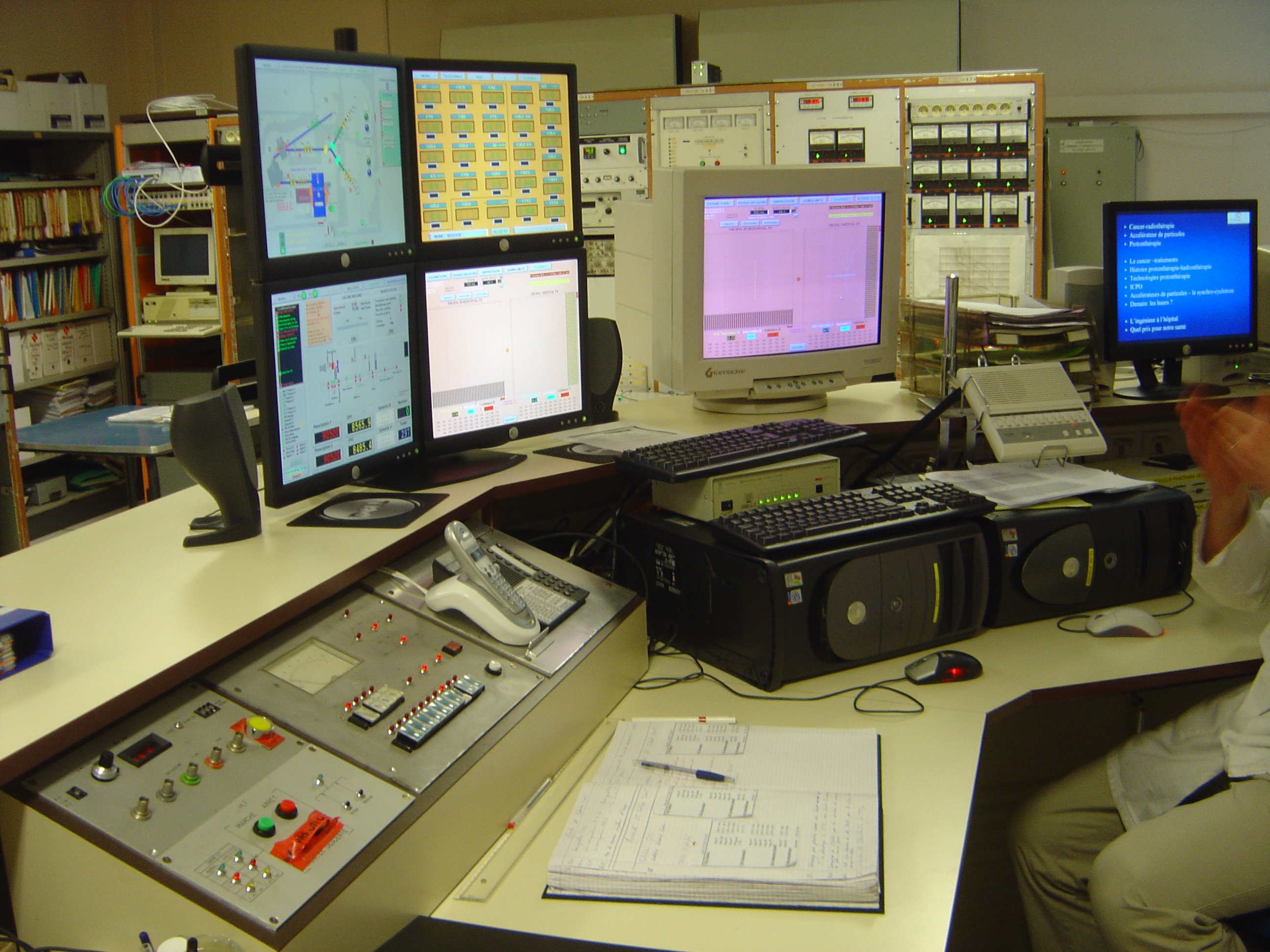
Widok sterowani synchrocyklotronu w centrum terapii protonowej w Orsay

Porównanie profili dawki dla elektronów, protonów i promieniowania hamowania

Terapia protonowa, radioterapia protonowa, protonoterapia – rodzaj radioterapii cząstkowej wykorzystującej promieniowanie protonowe do naświetlania zmian nowotworowych.
Procedura ta jest stosowana szczególnie u pacjentów, u których konwencjonalna radioterapia fotonowa nie może być stosowana ze względu zbyt głębokie położenie nowotworu w organizmie lub bliskie położenie organów krytycznych. Terapia protonowa umożliwia podanie optymalnej dawki w obszarze nowotworu przy minimalnej absorpcji dawki w zdrowych tkankach położonych płycej, ze względu na tak zwany odwrotny profil dawki wynikający ze wzoru Bethego-Blocha.
Terapia przyśpieszonymi protonami została zaproponowana w 1946 roku przez Roberta Rathbuna Wilsona.